# 飛行船 (合唱曲)
『飛行船』（ひこうせん）は、日本の合唱曲。作詞は黒岩路子、作曲は藤澤道雄。1990年に発表された。
この曲の特徴として、題名になっている「飛行船」の言葉が歌詞中では一度も使われていない。主に小学校では同声二部合唱、中学校では混声合唱曲として歌われる。